# Neuscholastik
Neuscholastik ist ein Sammelbegriff für die innerhalb der katholischen Kirche im Rückgriff auf die mittelalterliche Scholastik von der Mitte des 19. Jahrhunderts bis zur Gegenwart entwickelten philosophisch-theologischen Lehren. Der Begriff der Neuscholastik wurde wahrscheinlich 1862 von Jakob Frohschammer und Alois von Schmid geprägt. Die Neuscholastik ist die Fortsetzung der Scholastik über die Reformation hinaus.

## Entstehungsmomente am Anfang des 20. Jahrhunderts
Die Neuscholastik ist die streng konservative Richtung innerhalb der neueren katholischen Philosophie. Sie entwickelte sich im engen Zusammenhang mit den gesellschaftlichen Entwicklungen und Verwerfungen der Folgen des Ersten Weltkriegs. Der Aufschwung der Neuscholastik erfasste selbst Kreise, die ihr bis dahin ablehnend gegenübergestanden hatten. So traten zu Beginn der 1920er Jahre die Philosophieprofessoren Dietrich von Hildebrand (1889–1977), Siegfried Behn (1884–1970) und Max Ettlinger (1877–1929) zum Katholizismus über. Namhafte katholische Philosophen wie Alois Dempf (1891–1982) bezeichneten bereits in dieser Zeit das Erstarken der katholischen Philosophie als Ausdruck der „äußeren und inneren Not der Zeit“. Hemmend für die Neuscholastik wirkte sich seit dem Zweiten Weltkrieg und danach insbesondere die Nouvelle Théologie einerseits und die Existenzphilosophie andererseits aus.

## Inhaltliche Momente
Das zentrale Anliegen der verschiedenen Gruppierungen der Neuscholastik ist dasselbe wie das der mittelalterlichen Scholastik: philosophische, d. h. rationale Begründung der kirchlichen Dogmen, Versöhnung von Glauben und Wissen, Religion und Wissenschaft, Kampf gegen alle „progressiv-sozialphilosophischen“ Ideen, insbesondere gegen den philosophischen Materialismus und den „wissenschaftlichen“ Atheismus, die in Form des Modernismus auch in die Kirche eindrangen. Ihren Anfangspunkt im deutschen Raum hat die Neuscholastik in der Mitte des 19. Jahrhunderts und steht in engem Zusammenhang mit den konservativen und restaurativen Tendenzen der damaligen Zeit.

## Vorreiter der Wiederbelebung der scholastischen Tradition
In mehreren europäischen Ländern bemühten sich katholische Theologen und Philosophen um eine Wiederbelebung scholastischer Traditionen. Wichtige Vertreter im deutschen Sprachraum, die an die spanische und italienische Scholastik anknüpften, waren Joseph Kleutgen SJ (1811–1883), Mathias Joseph Scheeben (1835–1888), Konstantin von Schaezler (1827–1880) u. a. Im Kampf gegen progressive Bewegungen haben diese, in Anknüpfung an eine nie ganz abgebrochene scholastische Tradition, die ersten Ansätze zur Wiederbelebung der scholastischen Philosophie unternommen. Im Laufe der zweiten Hälfte des 19. Jahrhunderts wurden diese Ansätze ausgebaut, wobei sich die deutsche Neuscholastik immer deutlicher als eine Bewegung gegen das fortwirkende 'progressive' Erbe der klassischen bürgerlichen Philosophie (Kant, Hegel, Fichte etc.) und vor allem gegen die sich ausbreitende sozialistische Bewegung entwickelte.
In Deutschland trug besonders der Kulturkampf zur Stärkung der Neuscholastik bei. Nach der Jahrhundertwende, vor allem jeweils nach den beiden Weltkriegen, gelang es der Neuscholastik, die bis dahin auch von bürgerlichen Strömungen heftig angefeindet worden war, ihre Außenseiterstellung zu überwinden und zu einer einflussreichen, jedenfalls beachteten Richtung innerhalb der modernen Philosophie zu werden.

## Förderung durch die Päpste
Die Neuscholastik ist von Anfang an durch den Vatikan gelenkt und gefördert und ihre Durchsetzung zuweilen auch erzwungen worden. Die vielfältigen Eingriffe der Kurie gipfeln in der Enzyklika Aeterni Patris aus dem Jahre 1879, in der die Philosophie des Thomas von Aquin zur offiziellen Lehre der katholischen Kirche erklärt wurde. Solche Bevorzugungen sind aber auch später mehrfach in diesem Sinne wiederholt worden. Der  Antimodernisteneid  (1910, Sacrorum Antistitum)  und  die „24 Thesen“ des Thomismus (1914, Postquam sanctissimus) bilden  den  radikalen  Höhepunkt der Neuscholastik. Darin wurde die aufklärerische, romantische, historisch-kritische und idealistische Theologie abgelehnt, stattdessen eine neuthomistische Religionsphilosophie  betont. Die letzte bedeutende Stellungnahme, in der die Neuscholastik offiziell empfohlen wurde, stellte die Enzyklika Humani generis von Pius XII. aus dem Jahre 1950 dar. Auch Papst Paul VI. und seine Nachfolger rühmten den Thomismus mehrfach, so die Enzyklika Fides et ratio von Johannes Paul II., ohne ihm aber eine Alleinstellung einzuräumen.
Generell sieht sich die katholische Theologie aber auch neueren philosophischen Ideen gegenüber dialogfähig an. So leistete Jean Guitton, obwohl gleichfalls konservativ eingestellt, eine critique de la critique, indem er sich, ausgehend von Henri Bergson, sehr sorgfältig mit dem modernen Denken kritisch auseinandersetzte. Diese Anstrengung mündete im kurzen Werk Gott und die Wissenschaft 1991 aber gleichfalls in der besonderen Anerkennung für den Thomismus.
Mit Fides et Ratio hat aber Johannes Paul II. festgestellt, dass die Kirche keine eigene Philosophie hat: «Die Kirche bekundet weder ihre eigene Philosophie [Suam ipsius philosophiam non exhibet Ecclesia] noch präferiert sie irgendeine besondere Philosophie auf Kosten der anderen.» In einem Interview am 6. Dezember 1993 in Rom äußerte sich Joseph Ratzinger kritisch zur Neuscholastik nach der Jahrhundertwende: «Es gab damals dogmatische Übertreibungen des Thomismus, wie sie sich in dem Versuch, die „24 Thesen“ [Postquam sanctissimus, 1914] lehramtlich auferlegen zu lassen, zugespitzt haben, Phänomene, die im Grunde der inneren Vollziehbarkeit des Thomismus geschadet haben, ihn in den Verdacht einer unphilosophisch auferlegten Philosophie gerückt haben und einen sozusagen dazu zwangen, gegen ihn zu denken.»

## Grundlinien der Lehren
Da der Neuthomismus bei weitem die einflussreichste und von der Kirche am meisten unterstützte Gruppierung innerhalb der Neuscholastik ist, wird diese vielfach – jedoch unzulässigerweise – mit jener identifiziert. Daneben ist auch Augustinus von Bedeutung. Wichtige Philosophen mit anderen Schwerpunkten sind franziskanische wie Bonaventura, Duns Scotus und Wilhelm von Ockham sowie Francisco Suarez und die Schule von Salamanca.  Diese „Renaissance“ wird teilweise als Restauration gewertet. Obwohl die Neuscholastik auf Grund dessen wie auch wegen bestimmter Modernisierungsbestrebungen, die teilweise recht weitreichend sein können, nach der Jahrhundertwende zum 20. Jahrhundert (bis dahin war die Neuscholastik ausgesprochene Repristination) eine gewisse Spannungsbreite aufwies, gibt es doch einen bestimmten Grundstock an Lehren, der es gestattete, die Neuscholastik als eine einheitliche Strömung anzusehen. 
Im Selbstverständnis der Neuscholastik werden diese Lehren von Johannes Hirschberger in seiner Geschichte der Philosophie (Teil II, 1949–1952) so zusammengefasst:
„Bei allen diesen Denkern findet sich ein gewisses Depositum von philosophischen Lehren, das sie zusammenhält: Es gibt Wahrheit überhaupt und gibt ewige Wahrheiten; das Erkennen des Menschen schließt den modus cognoscentis ein, wird aber dadurch nicht zu reiner, relativistischer Subjektivität; es ist vielmehr das Sein selbst erkennbar und hat einen objektiven Charakter; es läßt sich analysieren in geschaffenes und ungeschaffenes Sein, in Substanz und Akzidenz, Wesenheit und Dasein, Akt und Potenz, Urbild und Abbild, in die Schichten des körperlichen, lebendigen, seelischen, geistigen Seins; die Seele des Menschen ist immateriell, substantiell und unsterblich; dadurch unterscheidet sich der Mensch wesenhaft vom Tier; Sittlichkeit, Recht und Staat richten sich nach ewigen Normen; und die erste Ursache allen Seins, aller Wahrheit und Werte ist der transzendente Gott.
In der Einzeldurchführung gibt es eine große Variationsbreite, wie man das an den bekannten Kontroversen sehen kann, z. B. um die Deutung des Unterschiedes des geschaffenen und ungeschaffenen Seins (ens a se und ens ab alio, Urbild und Abbild), um das Verhältnis von göttlicher Ursächlichkeit und menschlicher Freiheit (Thomismus und Molinismus), um das geistige Erkennen (Abstraktion und Intuition), um die Universalien (ante oder post res), um die Wertung der Seelenkräfte (Intellektualismus oder Voluntarismus), um die Begründung der Ethik (theonome oder teleologische Ethik oder Wertlehre)... Trotzdem ist die Grundhaltung immer irgendwie getragen vom Geiste der platonisch-aristotelischen Philosophie und ihrer Metaphysik der Wesenheiten, Formen und Ideen.“
Als gemeinsames Moment der Neuscholastik kann – bei aller Varianz der inhaltlichen und methodischen Durchführung – auch das Bemühen um eine möglichst einheitliche und exakte philosophische und theologische Begrifflichkeit zählen. Dieser mitunter als „inhaltsleere Dürre“ und „lebensferne Abstraktion“ empfundenen Strenge und dem damit verbundenen methodisch-intellektuellen Anspruch setzten Kritiker aus Philosophie und Theologie nicht selten eigene Denkansätze und Systeme entgegen, die sich jedoch in den seltensten Fällen zu einer „Schule“ (daher: schola) im eigentlichen Sinn entwickelten. Damit werde – so ein Einwand gegen diese „Neuerer“ – nicht nur die Mitteilbarkeit der Inhalte, sondern auch der Anspruch von Philosophie und Theologie, eine Geisteswissenschaft zu sein, zunehmend ausgehöhlt und durch die Berufung auf die bloß subjektive, „existenzielle“ Erfahrung ersetzt. Die neuscholastische Philosophie akzeptiert diese, ihrer Auffassung nach, kurzschlüssige Anthropozentrik einer autonomen Theologie nicht (vgl. Neo-Modernismus).

## Kritik der Neuscholastik
Die Neuscholastik führte zu einer vertieften historischen Erforschung der Scholastik. Zugleich hatte sie eine Tendenz zur bloßen Historisierung. In den Worten von Gerhard Ludwig Müller: „Zu bemängeln ist, daß oft
keine schöpferische Auseinandersetzung mit der Zeit stattfand. Eine reine Thomas-Repristination konnte nicht genügen. Thomas selbst wurde oft nur schulmäßig rezipiert, ohne daß seine genialen, spekulativen Tiefgänge mitvollzogen worden wären.“

## Einfluss der Neuscholastik
Die Neuscholastik beherrschte den Schulbetrieb der katholischen Fakultäten bis zum Zweiten Vatikanischen Konzil  (1962–1965). Dessen Aggiornamento bildete „den großen Einschnitt“ und beendete teilweise diese Dominanz. Den Existenzialismus und den Personalismus konnten katholische Denker der 1940er bis 1960er Jahre noch auf der Grundlage traditioneller Philosophie weiterführen und integrieren: Jacques Maritain, Maurice Blondel, Gabriel Marcel. Das gilt ebenso für die Philosophische Anthropologie besonders in der Nachfolge von Max Scheler, wozu auch Karol Woytila beitrug. Neue Hauptgebiete der Philosophie sind Sprachanalyse und Sprachkritik gerade zu metaphysischen Begriffen, deren Problematik aber bereits im Mittelalter bewusst war. Die Philosophy of the Mind berührt die philosophische Diskussion um Geist und Seele im Verhältnis zum Körper, auch hier kann die moderne Vernunftkritik auf einige scholastische Ideen zurückgreifen. Jean Guitton hat aufgerufen, die neuesten Ergebnisse der Naturwissenschaft und den Ansatz des Thomas von Aquin von neuem zu bedenken. In der Ethik („Bewahren der Schöpfung“, Naturrecht) und philosophischen Politik greifen die modernen Ansätze (Robert Spaemann, Thomas Buchheim) ebenso gerne auf ältere zurück. Die Diskussion zwischen Joseph Ratzinger und Jürgen Habermas zeigte die Trennlinien, aber auch mögliche Gemeinsamkeiten etwa mit dem Pragmatismus. Vor allem mit Johann Baptist Metz weiß Habermas sich verbunden und hat seine ältere These vom Verschwinden der Religion in der säkularen Gesellschaft aufgegeben.
Die katholische Philosophie ist in Deutschland institutionell abgesichert, indem für die Hochschulausbildung der Theologen eigene Lehrstühle für Philosophie an der Theologischen Fakultät bestehen, in kleiner Zahl auch als Konkordatslehrstuhl in der Philosophischen Fakultät. Moderne Vertreter der katholischen Philosophie in Deutschland sind Klaus Müller und Thomas Schärtl-Trendel. In Hannover gibt es im katholischen Bereich Deutschlands das einzige Forschungsinstitut für Philosophie, unterhalten vom Bistum Hildesheim, das zurzeit der Metz-Schüler Jürgen Manemann leitet. Namhafte Vorgänger waren Reinhard Löw, Vittorio Hösle, Peter Koslowski, Gerhard Kruip.

## Hauptvertreter der Neuscholastik
Siehe auch: Liste der Hauptvertreter der Neuscholastik
- in Deutschland
  - Bruno Franz Leopold Liebermann
  - Mathias Joseph Scheeben
  - Heinrich Klee
  - Franz Jakob Clemens
  - Konstantin Freiherr von Schaezler
  - Joseph Kleutgen
  - Albert Stöckl
  - Walter Hoeres
- in Spanien
  - Zefirino González y Diáz Tunón
- in Frankreich
  - Edmond-Charles-Eugène Domet de Vorges (1829–1910)
- in Italien
  - Matteo Liberatore

## Lehrwerke und Quellen zur Scholastik
Als repräsentative Darstellungen der Neuscholastik, die deren Entwicklung einerseits maßgeblich beeinflusst haben und andererseits – in der Rückschau – spiegeln, können gelten:
- Albert Stöckl: Lehrbuch der Philosophie, 3 Bände, 1869.
- Alfred Lehmen: Lehrbuch der Philosophie auf aristotelischer und scholastischer Grundlage, 4 Bände, 1899–1904.
- Clemens Baeumker, Ludwig Bauer, Max Ettlinger (Hg.): Philosophische Handbibliothek, 10 Bände, 1920–1925, hier insbesondere die Bände 1: Einleitung in die Philosophie, 6: Metaphysik, 7: Ethik und 9: Religionsphilosophie.
- Philosophia Lovaniensis, Grundriß der Philosophie in Einzeldarstellungen, deutsch: 1948ff.
  - Louis de Raeymaeker: Introductio Generalis ad Philosophiam et ad Thomismum. Ed, altera recogn. et aucta. Louvain: Warny, 1934 (Übertr. v. E. Wetzel. Einsiedeln 1948)

- (kurz) Jacques de Bivort de la Saudée und Johannes Huettenbügel: Gott, Mensch, Universum. Die Stellung des Christen in der Zeit und Welt, Styria 1957.